# Juan Francesio
Juan Sebastián Francesio (Rosario, 18 agosto 1975) è un dirigente sportivo, allenatore ed ex giocatore di rugby a 15, in carriera attivo nel ruolo di tre quarti ala e quattro volte internazionale per l'Italia; è dal 2018 direttore sportivo del Viterbo.

## Biografia
Rosarino, giunse a Viadana nel 1999, aggiudicandosi la Coppa Italia 1999-2000 e primo trofeo del club alla prima stagione da professionista, superando il Piacenza in finale.
Nella stagione successiva di Serie A1 il Viadana arriva fino alle semifinali scudetto e Francesio fu il recordman di mete con 18 marcature.
Il 19 febbraio 2000 debuttò per l'Italia nel Sei Nazioni, giocando contro Galles e Irlanda.
A luglio fu selezionato dal C.T. Brad Johnstone per il tour nel Pacifico.
Disputò il test match contro Samoa e i due test non ufficiali come Italia XV contro le selezioni Samoa A e Fiji President’s XV, con una meta per incontro.
Nel 2001 fu ingaggiato dal Petrarca, dove rimase per tre stagioni consecutive raggiungendo le semifinali in due occasioni.
Nel giugno 2001 fu nuovamente convocato in nazionale per il tour in Africa meridionale e Sudamerica, con un test match (Uruguay) e diversi altri non-cap.
Fu al Leonessa per la stagione 2004-05 poi, dopo una breve parentesi nel Sannio, fu tra il 2006 e il 2009 con la Rugby Roma vincendo il campionato di serie A 2007-08 e la promozione in Super 10.
Terminò la carriera professionistica tra Asti e una breve parentesi in Eccellenza con L’Aquila.
Nel 2012 diviene allenatore capo dell'Asti, poi assistente allenatore del club argentino Logaritmo.
Nel 2014 tornò a giocare con l'Amatori Capoterra, diventandone allenatore e giocatore dalla stagione successiva.
Fu di nuovo giocatore all'Amatori Alghero nel 2017-18, e poi, terminata definitivamente l'attività di giocatore, dall'estate 2018 è il direttore tecnico del Viterbo.
Parallelamente, lavora nell'ambito del turismo, laureato a Padova in progettazione e gestione del turismo culturale.

## Palmarès
- Coppe Italia: 1
Viadana: 1999-2000